# Biro & Cohen éditeurs
Pour les articles homonymes, voir Biró et Cohen.
Biro Éditeur (ou Biro & Cohen Éditeurs) est une maison d'édition française fondée en 2005 par Adam Biro.

## Activité
Spécialisée dans les livres d'art, Biro & Cohen éditeurs édite également des thrillers depuis 2010, avec deux nouvelles collections : Les Sentiers du Crime et Art Noir.
Elle est connue pour des livres sur de grands maîtres de la peinture tels qu’À la table de Monet et Le Nez de Rembrandt, mais également sur certains artistes moins connus du grand public comme Angelica Kauffmann ou Girodet, un des élèves les plus doués du peintre David.

## Historique
Dans les années 1980, Adam Biro dirige le département des livres d'art chez Flammarion, puis il fonde en 1987 les Éditions Adam Biro, qui cessent leur activité en 1992.
En 1994 il crée la Société Nouvelle Adam Biro (SNAB) mise en redressement judiciaire le 17 février 2004. Le 20 juillet 2004, les actifs sont cédés,.
Le 4 janvier 2005, il crée Biro Éditeur et installe ses bureaux rue des Arquebusiers, dans le Marais, à Paris. Biro Éditeur se spécialise dans le domaine de prédilection de son fondateur : l'art. Il publie une dizaine d'ouvrages, dont Girodet et Pierre Molinier, Je suis né homme putain. Sa rencontre avec Stéphane Cohen, alors graphiste, occasionne de nombreuses collaborations, dont KB1, sur des photographies abstraites de ce dernier. Biro se charge lui-même des textes de ce livre. Ainsi commence la collection KB, où l'on verra s'illustrer de nombreux artistes reconnus comme Nancy Huston (Poser nue, avec des sanguines de Guy Oberson, 2011), la photographe Sharon Stepman ou la lauréate du prix Goncourt 2009, Marie NDiaye.
Le 5 novembre 2010, il transfère le siège social à Beaumont-Village.
Le 20 juillet 2011 la société est placée en liquidation judiciaire.